# Меги Хасан
Маргарет (Меги) Уд Хасан (на английски: Margaret Wood Hassan; фамилията по баща се произнася по-близко до Ууд) е политик от САЩ, член на Сената на САЩ от Демократическата партия от щата Ню Хампшър от 3 януари 2017 г.
Тя е член на Сената на Ню Хампшър, представлявайки 23-ти избирателен район от 2004 до 2010 г. Лидер е на мнозинството в Сената от 2008 до 2010 г. Прокарва узаконяването в щата на еднополовите бракове. В центъра е на разногласия по подписването на писмо в подкрепа на Хилъри Клинтън, съдържащо невярна информация, която отива при избирателите 2 дни преди първичните избори за президентски кандидат на демократите в Ню Хампшър през 2008 г.
Избрана е за 81-ви губернатор на щата Ню Хемпшир през 2012 г., заема поста от 3 януари 2012 до 2 януари 2017 г.
Тя е от ирландски произход. Завършила е Университет „Браун“, има и степен доктор по право. Омъжена е за своя състудент Томас Хасан, живеят в Ексътър. Той е бивш учител и директор (2009 – 2014) на средно училище, наречено Ексътърска академия „Филипс“ (Phillips Exeter Academy). Имат 2 деца